# Daniela Ruffino
Daniela Ruffino (Torino, 7 febbraio 1959) è una politica italiana.

## Biografia
Ha conseguito il diploma di istituto tecnico femminile-dirigente di comunità e il diploma di scuola magistrale. Ha iniziato la sua attività lavorativa insegnando presso varie scuole paritarie, in seguito ha intrapreso la carriera di educatrice presso una comunità di recupero per tossicodipendenti a Torino.

## Attività politica
Inizia la sua carriera politica a livello locale con la Democrazia Cristiana, aderendo poi nel 1994 a Forza Italia. È stata consigliere comunale e assessore all'istruzione del comune di Giaveno dal 1990 al 2004 nelle giunte presiedute da Osvaldo Napoli e vicesindaco dal 1995 al 1999. 
Alle elezioni amministrative del 2004 è eletta sindaco di Giaveno per una lista civica di centrodestra con il 67,18%, è poi rieletta nel 2009 con il 73,08%. Alle elezioni provinciali dello stesso anno viene eletta consigliere della provincia di Torino nel collegio di Giaveno per il Popolo della Libertà. 
Alle elezioni politiche del 2013 è candidata al Senato della Repubblica nella lista del PdL per la circoscrizione Piemonte, ma non è eletta.
Alle elezioni regionali in Piemonte del 2014 viene eletta consigliere regionale per la provincia di Torino con 5.922 preferenze e arriva a ricoprire la carica di vicepresidente del consiglio regionale. Nello stesso anno viene eletta consigliere comunale di Giaveno, sarà riconfermata nel 2019.
Alle elezioni politiche del 2018 viene candidata dalla coalizione di centrodestra ed eletta deputata nel collegio uninominale Piemonte 1 - 09 (Pinerolo) con il 37,54% dei voti, superando Franco Trivero del Movimento 5 Stelle (31,60%) e Magda Angela Zanoni del centrosinistra (22,58%). Da allora è membro della VIII Commissione ambiente, territorio e lavori pubblici.
Alle elezioni europee del 2019 viene candidata nella lista di Forza Italia per la circoscrizione Italia nord-occidentale, ma con 4.605 preferenze non viene eletta.
Il 15 febbraio 2021 Osvaldo Napoli, Daniela Ruffino e Guido Della Frera, schierati apertamente contro la linea filo-sovranista del partito, lasciano Forza Italia per aderire il giorno seguente a Cambiamo!, movimento politico di Giovanni Toti, fondando la nuova componente "Cambiamo!-Popolo Protagonista" con cinque totiani e due ex M5S.
Il 27 maggio seguente aderisce a Coraggio Italia, il nuovo partito fondato dal sindaco di Venezia Luigi Brugnaro insieme al presidente della Liguria Giovanni Toti e a numerosi parlamentari di diversa provenienza (M5S, Forza Italia, Cambiamo!-Popolo Protagonista, Lega e Centro Democratico).
Il 18 novembre viene nominata coordinatrice del partito in Piemonte.
Il 17 marzo 2022 lascia insieme ad Osvaldo Napoli il gruppo parlamentare di Coraggio Italia per aderire ad Azione.
Alle elezioni politiche del 2022 viene candidata alla Camera da Azione - Italia Viva nel collegio uninominale Piemonte 1 - 05 (Moncalieri), oltreché, come capolista, nei due collegi plurinominali della circoscrizione Piemonte - 1.
Arriva quarta con l'8,27% all'uninominale vinto dal candidato di centrodestra Roberto Pella (42,50%), risultando tuttavia eletta nel collegio plurinominale Piemonte 1 - 01.